# The New Classic
| Recensione   | Giudizio |
| ------------ | -------- |
| The Guardian |          |

The New Classic è l'album in studio di debutto della rapper australiana Iggy Azalea, distribuito in Regno Unito il 21 aprile 2014 e il giorno seguente negli Stati Uniti.
Preceduto dal singolo di successo globale Fancy, l'album si colloco entro le prime cinques posizioni in vari Paesi del mondo, venendo certificato disco d'oro negli Stati Uniti. Nonostante sia categorizzato come un album di genere hip hop, The New Classic incorpora elementi di altri generi come EDM, dance-pop e musica trap.

## Singoli
Work venne estratto come singolo apripista nel 17 marzo 2013, seguito da Bounce per l'Europa e l'Australia, presentato ped la prima volta il 26 aprile dello stesso anno su BBC Radio 1 e pubblicato il mese seguente e da Change Your Life per il Nord Europa, dove venne certificato oro per aver venduto 500 000 copie.
Il 17 febbraio 2014 venne ufficialmente pubblicato il quarto singolo estratto da The New Classic, cioè Fancy, in collaborazione con la cantante inglese Charli XCX. In breve tempo il brano scaló le classifiche di vari Paesi mondiali, fra cui gli Stati Uniti e il Canada, dove raggiunse la vetta. Ad oggi, avendo venduto oltre 7 milioni di copie nel mondo, entra a far parte della classifica dei singoli più venduti di sempre.
Nel luglio venne infine commercializzato il quinto ed ultimo singolo estratto dall'album, Black Widow, in collaborazione con Rita Ora, scritto dalla stessa Iggy con Katy Perry. Anche quest'ultimo vendette bene in tutto il mondo, incassando oltre 3 milioni di copie nei soli Stati Uniti.

## Promozione
Il tour promozionale, inizialmente pensato per l'autunno 2013 e in seguito spostato a causa dello slittamento dell'uscita del disco la primavera successiva, accompagnó l'uscita di The New Classic partendo il 23 aprile a Boston e prosegendo per altre 14 date in Nord Europa. Successivamente ne vennero aggiunte delle altre, che estesero il tour anche in alcune città dell'Europa.

## Tracce
Edizione standard
1. Walk the Line – 3:38 (Iggy Azalea, Kurtis Mckenzie, George Astasio, Jon Shave, Jason Pebworth, Jon Turner)
2. Don't Need Y'all – 3:33 (Iggy Azalea, Jon Mills, George Astasio, Jon Shave, Jason Pebworth, Jon Turner)
3. 100 (feat. Watch The Duck) – 4:09 (Eddie Smith III, Jesse Rankins, Jonathan Wells, O. White)
4. Change Your Life (feat. T.I.) – 3:40 (Iggy Azalea, T.I., Adam Messinger, Nasri Atweh, Raja Kumari, Lovy Longomba, Natalie Sims)
5. Fancy (feat. Charli XCX) – 3:19 (Iggy Azalea, Charli XCX, Kurtis Mckenzie, George Astasio, Jon Shave)
6. New Bitch – 3:37 (Iggy Azalea, Joey Dyer, George Astasio, Jon Shave, Jason Pebworth, Natalie Sims)
7. Work – 3:43 (Iggy Azalea, George Astasio, Jason Pebworth, Markous T. Roberts, Jon Shave, Natalie Sims)
8. Impossible Is Nothing – 3:10 (Iggy Azalea, Gabriel Yared, Kurtis Mckenzie, George Astasio, Jon Shave, Jason Pebworth, Joey Dyer, Jon Mills)
9. Goddess – 3:10 (Iggy Azalea, Jon Mills, George Astasio, Jon Shave, Jason Pebworth, Jon Turner, Frank Farian)
10. Black Widow (feat. Rita Ora) – 3:29 (Iggy Azalea, Katy Perry, Tor Erik Hermansen, Mikkel Storleer Eriksen, Benjamin Levin, Sarah Hudson)
11. Lady Patra (feat. Mavado) – 3:56 (Iggy Azalea, Kurtis Mckenzie, George Astasio, Jon Shave, Jason Pebworth, Jon Turner, Mavado, Rock City, Daler Mehndi)
12. Fuck Love – 2:39 (Iggy Azalea, Jon Mills, George Astasio, Jon Shave, Jason Pebworth, Jon Turner, Rock City)

Edizione deluxe
1. Bounce – 2:47 (Iggy Azalea, Natalie Sims, Mark Orabiyi, Oladayo Olatunji, Mark Hadfield, Mike di Scala, Joachem George Paapp)
2. Rolex – 3:23 (Iggy Azalea, Kurtis Mckenzie, George Astasio, Jon Shave, Jason Pebworth)
3. Just Askin' – 2:58 (Iggy Azalea, George Astasio, Jon Shave, Jason Pebworth, Markous Roberts, Natalie Sims, Ryan Woodcock)

Edizione Best Buy deluxe
1. Fancy (GTA Remix feat. Charli XCX) – 4:12 (Iggy Azalea, Charli XCX, Kurtis Mckenzie, George Astasio, Jon Shave)
2. Bounce (Jester Remix) – 2:40 (Iggy Azalea, Natalie Sims, Mark Orabiyi, Oladayo Olatunji, Mark Hadfield, Mike di Scala, Joachem George Paapp)

## Successo commerciale
L'album ha debuttato alla numero tre nella Billboard 200, vendendo nella prima settimana 52 000 copie. The New Classic divenne il miglior album rap femminile a posizionarsi in classifica dai tempi di Pink Friday: Roman Reloaded di Nicki Minaj e il più alto album di debutto in classifica di una rapper femminile da Pink Friday della stessa Minaj, che si era classificato al secondo posto. Nella seconda settimana l'album vendette 23 000 copie in più e 15.000 nella terza settimana di disponibilita. L'album rientró poi alla top 40 nel dicembre 2014 portando le vendite complessive statunitensi a 485.000.
In aprile del 2015 l'album viene certificato dalla RIAA disco d'oro per aver venduto oltre 500 000 copie negli Stati Uniti.
Tra agosto e novembre 2014, l'album ottenne la certificazione oro rispettivamente in Canada e Australia. A febbraio 2015 ottiene il platino in Colombia e a novembre dello stesso anno in Brasile.

## Classifiche

### Classifiche settimanali
| Classifica (2014) | Posizione massima |
| ----------------- | ----------------- |
| Australia         | 2                 |
| Belgio (Fiandre)  | 48                |
| Belgio (Vallonia) | 65                |
| Canada            | 2                 |
| Danimarca         | 29                |
| Finlandia         | 24                |
| Francia           | 99                |
| Germania          | 83                |
| Irlanda           | 13                |
| Norvegia          | 6                 |
| Nuova Zelanda     | 3                 |
| Paesi Bassi       | 58                |
| Regno Unito       | 5                 |
| Stati Uniti       | 3                 |
| Svezia            | 12                |

### Classifiche di fine anno
| Classifica (2014) | Posizione |
| ----------------- | --------- |
| Australia         | 43        |
| Canada            | 35        |
| Stati Uniti       | 42        |

## Reclassified
Reclassified è la riedizione dell'album di debutto di Iggy Azalea pubblicata il 24 novembre 2014. Iggy ha annunciato l'uscita dell'album con un'immagine della cover su Instagram scrivendo "Dal momento che voi ragazzi mi avete dato 100 milioni di visualizzazioni riuscirò ad andare avanti e ringraziarvi. #Prossimamente" (Since You guys gave me 100million views I'm gonna go ahead and drop this on you as a Thankyou. #ComingSoon".)

### Tracce
1. We in This Bitch – 4:10 (Iggy Azalea, The Invisible Men, Saltwives, Jon Turner)
2. Work – 3:43 (Iggy Azalea, George Astasio, Jason Pebworth, Markous T. Roberts, Jon Shave, Natalie Sims)
3. Change Your Life (feat. T.I.) – 3:40 (Iggy Azalea, T.I., Adam Messinger, Nasri Atweh, Raja Kumari, Lovy Longomba, Natalie Sims)
4. Beg for It (feat. Mø) – 2:58 (Iggy Azalea, Charlotte Aitchison)
5. Black Widow (feat. Rita Ora) – 3:29 (Iggy Azalea, Katy Perry, Tor Erik Hermansen, Mikkel Storleer Eriksen, Benjamin Levin, Sarah Hudson)
6. Trouble (feat. Jennifer Hudson) – 2:46 (Iggy Azalea, Judith Hill, Isabella Summers, The Invisible Men, Saltwives, Jon Turner)
7. Don't Need Y'all – 3:33 (Iggy Azalea, Jon Mills, George Astasio, Jon Shave, Jason Pebworth, Jon Turner)
8. Rolex – 3:23 (Iggy Azalea, Kurtis Mckenzie, George Astasio, Jon Shave, Jason Pebworth)
9. Iggy SZN – 3:20 (Iggy Azalea, The Invisible Men, Darryl Reid, Jon Turner)
10. Fancy (feat. Charli XCX) – 3:19 (Iggy Azalea, Charli XCX, Kurtis Mckenzie, George Astasio, Jon Shave)
11. Heavy Crown (feat. Ellie Goulding) – 3:52 (Iggy Azalea, The Invisible Men, Saltwives, Jon Turner, Ellie Goulding)
12. Bounce – 2:47 (Iggy Azalea, Natalie Sims, Mark Orabiyi, Oladayo Olatunji, Mark Hadfield, Mike di Scala, Joachem George Paapp)

## Classifiche

### Classifiche settimanali
| Classifica (2014-15) | Posizione massima |
| -------------------- | ----------------- |
| Australia            | 32                |
| Danimarca            | 31                |
| Giappone             | 115               |
| Regno Unito          | 38                |
| Stati Uniti          | 16                |
| Svezia               | 32                |

### Classifiche di fine anno
| Classifica (2015) | Posizione |
| ----------------- | --------- |
| Stati Uniti       | 117       |